# SIGFPE
SIGFPE ist die Bezeichnung für ein Signal innerhalb von Datenverarbeitungsanlagen mit unixoidem Betriebssystem. Die Bezeichnung SIGFPE steht für Signal Floating Point Exception. Signalisiert wird ein ungewöhnliches Ereignis in der CPU (Central Processing Unit) oder FPU (Floating Point Unit). Historisch war die FPU ein Teil der CPU. Später wurden spezielle Coprozessoren gebaut, noch später wurden diese wieder in die CPU eingebaut. Entsprechend vielseitig sind die Verfahren, wie mit Rechenfehlern umgegangen wird, die das SIGFPE zur Folge haben.
Ein leicht zu produzierender Rechenfehler ist es, eine Zahl durch Null zu teilen. Andere besondere Vorkommnisse sind Arithmetischer Unterlauf, Arithmetischer Überlauf sowie die (Zwischen-)Ergebnisse Unendlich und not a number. In IEEE 754 ist auch noch ungültige Operation als Ausnahme angegeben. Die kann ein SIGILL zur Folge haben.
Siehe auch
- Signal (Unix)
- IEEE 754 Traps
- Intel 8087
- Motorola 68881